# Fryderyk VIII
Fryderyk VIII (Christian Frederik Vilhelm Carl, ur. 3 czerwca 1843 w Kopenhadze, zm. 14 maja 1912 w Hamburgu) – król Danii od 1906. Syn Christiana IX i Luizy z Hesji-Kassel.

## Lata wczesne
Jako młody człowiek studiował nauki polityczne w Oksfordzie. Przejawiał zainteresowanie nauką, kulturą i sztuką. Przeszedł gruntowne szkolenie wojskowe. Odbył kilka podróży zagranicznych do Londynu, Paryża, Berlina, Sztokholmu. Odwiedził Wyspy Owcze i Islandię.
W 1864 roku brał formalny udział w wojnie duńskiej. 15 listopada 1863 roku, gdy ojciec objął tron duński, został następcą tronu.

## Panowanie
Na tron wstąpił w podeszłym wieku po długich rządach ojca. Prowadził bardzo liberalną politykę. Za jego panowania uchwalono ustawę o reformie prawa wyborczego gmin, uchwalono nowe prawo celne. Podjęto próbę reformy armii i spraw obrony państwa. 22 maja 1906 roku założono związki zawodowe służby domowej. 8 września 1908 wybuchła afera finansowa. Minister sprawiedliwości Alberti zgłosił się na policję, gdzie oświadczył, że zdefraudował pieniądze publiczne na kwotę 8 milionów koron. Popularny rząd J.C. Christensena, który wdrażał liczne reformy i cieszył się zaufaniem króla podał się do dymisji. Powstawały kolejne rządy: premiera Nielsa Neegaarda, 16 sierpnia 1909 premiera Ludviga Holstein-Ledreborga, 28 października 1909 premiera Carla Theodora Zahle z Partii Liberalno-Radykalnej, 5 lipca 1910 premiera Klausa Berntsena z Venstre.
W latach 1909–1910 głosowano i omawiano projekt nowej konstytucji przewidujący powszechne prawo wyborcze dla wszystkich. Zakładano wprowadzenie referendum legislacyjnego. Ostatecznie nowa konstytucja weszła w życie już po śmierci Fryderyka VIII, w 1915 roku. W 1911 powstała Nordycka Liga Międzyparlamentarna. Fryderyk VIII stosował ściśle zasady demokracji parlamentarnej. Nie inicjował nowych ustaw i projektów politycznych, był raczej mediatorem i rozjemcą. Szczęśliwe zakończenie konfliktu związanego z aferą Albertiego przypisywane było zdrowemu rozsądkowi społeczeństwa i mentalności parlamentarnej Fryderyka VIII”. Był bardzo lubiany i popularny wśród poddanych.

## Śmierć
W styczniu 1912 roku Fryderyk VIII dostał ataku apopleksji. Dla podratowania zdrowia wyjechał na południe Francji. W drodze powrotnej w czasie postoju w Hamburgu zasłabł. Zmarł 14 maja 1912 roku po zaledwie sześciu latach panowania. Jego następcą został  najstarszy syn Chrystian.

## Odznaczenia
Lista pełna do 1903 roku:
- Order Słonia (1861)
- Wielki Komandor Orderu Danebroga (1869)
- Srebrny Krzyż Orderu Danebroga
- Medal Pamiątkowy Złotych Godów Króla Chrystiana IX i Królowej Luizy (1892)
- Order Złotego Runa (Hiszpania)
- Order Królewski Serafinów (Szwecja)
- Order Karola XIII (Szwecja)
- Order Świętego Olafa I klasy (Norwegia)
- Order Podwiązki (Wlk. Brytania)
- Order Łaźni (Wlk. Brytania)
- Order Legii Honorowej I klasy (Francja)
- Order Świętego Andrzeja Apostoła Pierwszego Powołania (Rosja)
- Order Świętego Aleksandra Newskiego (Rosja)
- Order Orła Białego (Rosja)
- Order Świętej Anny I klasy (Rosja)
- Order Świętego Stanisława (Rosja)
- Order Świętego Włodzimierza IV klasy (Rosja)
- Order Orła Czarnego (Prusy)
- Order Orła Czerwonego I klasy (Prusy)
- Order Ernestyński I klasy (Saksonia)
- Order Bertholda I I klasy (Baden)
- Order Alberta Niedźwiedzia I klasy (Anhalt)
- Order Sokoła Białego I klasy (Weimar)
- Order Zbawiciela I klasy (Grecja)
- Order Zbawiciela V klasy (Grecja)
- Order Annuncjaty (Włochy)
- Order Wieży i Miecza I klasy (Portugalia)
- Order Vila Viçosa I klasy (Portugalia)
- Order Chrystusa I klasy (Portugalia)
- Order Ludwika (Hesja)
- Order Złotego Lwa (Nassau)
- Order Leopolda I klasy (Belgia)
- Order Lwa Niderlandzkiego I klasy (Holandia)
- Order Świętego Stefana I klasy (Węgry)
- Order Gwiazdy I klasy (Rumunia)
- Order Kalākauy (Hawaje)
- Order Korony Wendyjskiej I klasy (Meklemburgia)
- Order Osmana I Klasy z Brylantami (Turcja)
- Order Chryzantemy (Japonia)
- Order Słonia Białego I Klasy (Syjam)
- Order Miecza I klasy (Szwecja)
- Order Maha Chakri (Syjam)
- Królewski Łańcuch Wiktoriański (1902, Wlk. Brytania)

## Małżeństwo i dzieci
28 lipca 1869 poślubił księżniczkę Luizę Bernadotte (1851–1926) – jedyną córkę Karola XV, króla Szwecji i Norwegii. Para miała czterech synów i cztery córki:
- Chrystian X (1870–1947) – król Danii
- Karol (1872–1957) – król Norwegii jako Haakon VII
- Luiza (1875–1906)
- Harald (1876–1949)
- Ingeborga (1878–1958) – żona księcia Szwecji Karola
- Tyra (1880–1945)
- Gustaw (1887–1944)
- Dagmara (1890–1961)

| Prapradziadkowie                                | Karol Anton Schleswig-Holstein-Sonderburg-Beck (1727–1759) ∞1754 Fryderyka Dohna-Schlobitten (1738–1786)             | Karol Leopold Schlieben (1723–1788) ∞1747 Maria Eleonora Lehndorff (1722–1800)                                       | Król Danii Fryderyk V Oldenburg (1723–1766) ∞1743 Ludwika Hanowerska (1724–1751)                                     | Fryderyk II Hessen-Kassel (1720–1785) ∞1740 Maria Hanowerska (1722–1772)                                             | Fryderyk II Hessen-Kassel (1720–1785) ∞1740 Maria Hanowerska (1722–1772)              | Karol Wilhelm Nassau-Usingen (1735–1803) ∞1760 Karolina Felicja Leiningen-Langsberg-Heidesheim (1734–1810) | Król Danii Fryderyk V Oldenburg (1723–1766) ∞1752 Julia Maria Brunswick-Wolfenbüttel (1729–1796) | Ludwik Mecklenburg-Schwerin (1725–1778) ∞1755 Charlotta Zofia Sachsen-Koburg-Saalfeld (1731-1810) |
| Pradziadkowie                                   | Fryderyk Karol Schleswig-Holstein-Sonderburg-Beck (1757–1816) ∞1780 Fryderyka Amalia Schlieben (1757–1827)           | Fryderyk Karol Schleswig-Holstein-Sonderburg-Beck (1757–1816) ∞1780 Fryderyka Amalia Schlieben (1757–1827)           | Luiza Oldenburg (1750–1831) ∞1766 Karol Hessen-Kassel (1744–1836) ∞1766                                              | Luiza Oldenburg (1750–1831) ∞1766 Karol Hessen-Kassel (1744–1836) ∞1766                                              | Fryderyk Hessen-Kassel (1747–1837) ∞1786 Karolina Polyxena Nassau-Usingen (1762–1823) | Fryderyk Hessen-Kassel (1747–1837) ∞1786 Karolina Polyxena Nassau-Usingen (1762–1823)                      | Fryderyk Oldenburg (1753–1805) ∞1774 Zofia Mecklenburg-Schwerin (1758–1794)                      | Fryderyk Oldenburg (1753–1805) ∞1774 Zofia Mecklenburg-Schwerin (1758–1794)                       |
| Dziadkowie                                      | Fryderyk Wilhelm Schleswig-Holstein-Sonderburg-Glücksburg (1785–1831) ∞1810 Luiza Karolina Hessen-Kassel (1789–1867) | Fryderyk Wilhelm Schleswig-Holstein-Sonderburg-Glücksburg (1785–1831) ∞1810 Luiza Karolina Hessen-Kassel (1789–1867) | Fryderyk Wilhelm Schleswig-Holstein-Sonderburg-Glücksburg (1785–1831) ∞1810 Luiza Karolina Hessen-Kassel (1789–1867) | Fryderyk Wilhelm Schleswig-Holstein-Sonderburg-Glücksburg (1785–1831) ∞1810 Luiza Karolina Hessen-Kassel (1789–1867) | Wilhelm Heski (1787–1867) ∞1810 Luiza Charlotta Oldenburg (1789–1864)                 | Wilhelm Heski (1787–1867) ∞1810 Luiza Charlotta Oldenburg (1789–1864)                                      | Wilhelm Heski (1787–1867) ∞1810 Luiza Charlotta Oldenburg (1789–1864)                            | Wilhelm Heski (1787–1867) ∞1810 Luiza Charlotta Oldenburg (1789–1864)                             |
| Rodzice                                         | Król Danii Chrystian IX Glücksburg (1818–1906) ∞1842 Luiza z Hesji-Kassel (1817–1898)                                | Król Danii Chrystian IX Glücksburg (1818–1906) ∞1842 Luiza z Hesji-Kassel (1817–1898)                                | Król Danii Chrystian IX Glücksburg (1818–1906) ∞1842 Luiza z Hesji-Kassel (1817–1898)                                | Król Danii Chrystian IX Glücksburg (1818–1906) ∞1842 Luiza z Hesji-Kassel (1817–1898)                                | Król Danii Chrystian IX Glücksburg (1818–1906) ∞1842 Luiza z Hesji-Kassel (1817–1898) | Król Danii Chrystian IX Glücksburg (1818–1906) ∞1842 Luiza z Hesji-Kassel (1817–1898)                      | Król Danii Chrystian IX Glücksburg (1818–1906) ∞1842 Luiza z Hesji-Kassel (1817–1898)            | Król Danii Chrystian IX Glücksburg (1818–1906) ∞1842 Luiza z Hesji-Kassel (1817–1898)             |
| Fryderyk VII Glücksburg (1843–1912), król Danii | | | | |                                                                                       | |                                                                                                  |                                                                                                   |